# Синяя райская птица
Синяя райская птица (лат. Paradisornis rudolphi) — вид воробьинообразных птиц из семейства райских птиц (Paradisaeidae). Выделяется в монотипный род Paradisornis. Эта птица распространена в Новой Гвинее.

## Подвиды
В данном виде выделяют два подвида, хотя ранее в виде выделяли три подвида, но P. r. ampla (описанный на юго-востоке Новой Гвинеи), после ревизии подвидов синей райской птицы, стал синонимом номинативного подвида — P. r. rudolphi. Два подвида:
- Paradisornis rudolphi margaritae — распространён в восточно-центральной части Новой Гвинеи[4];
- Paradisornis rudolphi rudolphi — распространён юго-восточной части Новой Гвинеи[4].